# Черепнёва, Елена Алексеевна
Елена Алексеевна Черепнёва (8 июня 1943, Москва — 5 августа 2011, Москва) — советский и российский историк-востоковед, кандидат исторических наук, старший научный сотрудник Института востоковедения РАН, исследователь истории и культуры Индонезии.

## Биография
Елена Алексеевна Черепнёва родилась 8 июня 1943 года в Москве. В 1967 году окончила Институт восточных языков при Московском государственном университет им. М. В. Ломоносова. В 1968—2006 годах являлась научным сотрудником, затем старшим научным сотрудником Отдела стран Юго-Восточной Азии Института востоковедения АН СССР (РАН).
В 1984 году в Институте востоковедения АН СССР защитила кандидатскую диссертацию «Критика буржуазных концепций социально-политического развития Республики Индонезии».
Являлась активным членом Общества «Нусантара», научного сообщества, занимающегося проблемами Нусантары, региона, населенного этносами, говорящими на австронезийских языках (Индонезия, Малайзия, Филиппины, Мадагаскар и проч.).
Скончалась 5 августа 2011 года.

## Научная деятельность
Основная область научных интересов — история и культура Индонезии в XX—XXI вв.
В работе историографического характера «Буржуазные концепции социально-политического развития Индонезии» (1984), воспроизводящую основные положения кандидатской диссертации, автор рассматривает основные западные исследования о жизни современной Индонезии: государственном устройстве, политическом лидерстве, официальной идеологии, роли традиционных властных концепций в современной политической практике.
В монографии «Индонезия глазами индонезийцев» (1989) исследователь делает обзор основных современных концепций социально-политического развития этой страны, появившихся в самой Индонезии. При этом автор выделяет особенности формирования собственных теоретических подходов в Индонезии: отсутствие научных школ, скромное количество научных кадров, слабые связи между исследователями, вторичность многих концепций по отношению к западным теориям, влияние долгого колониального периода в истории страны на становление интеллектуальной элиты. Анализирует концепцию государства Сукарно, основоположника индонезийского национализма и президента страны в 1945—1967 годах, Мохаммада Хатта, Сутана Шарира и др.
Ряд статей посвящен проблемам религиозной жизни Индонезии, в частности, присутствию Русской православной церкви в этой стране на основе подписанного в 2007 году Акта о каноническом общении между Русской Православной Церковью и Русской Православной Церковью за рубежом. Автор приходит к выводу, что Индонезия — одна из немногих стран в Юго-Восточной Азии, где успешно развивается национальная православная церковь. В то же время существуют проблемы с единством всех православных религиозных структур на территории Индонезии, поскольку в стране также представлена Русская православная церковь за рубежом (РПЦЗ). Рассматриваются культурные особенности и религиозные церемонии Индонезийской православной церкви.

## Основные работы
- Индонезийский «новый порядок» в трудах некоторых буржуазных историков // Некоторые вопросы развития общественно-политической мысли в странах Востока. М.,1976. С. 148—158.
- Буржуазные концепции социально-политического развития Индонезии. М.: Наука, 1984. 195 с.
- Влияние дуалистической теории Ю. Буке на современную индонезийскую историографию // Источниковедение и историография стран Востока. М., 1988. Вып. 1. С. 98—110.
- Индонезия глазами индонезийцев. Современные концепции социально-политического и культурного развития. М.: Наука, 1989. 217 с.
- Проблема социально-экономического развития Индонезии в западной историографии // Восток и мировое обществознание. М., 1991. С. 67-84.
- Яванская община в условиях «зелёной революции» // Традиционный мир Юго-Восточной Азии (Малая группа и социальная динамика). М., 1991. С. 76—110.
- Индонезия: проблема национального единства и территориальной целостности // Восток: Афро-азиатские острова. 1999. № 5. (соавт. Шабалина Г. С.)
- Яванская культурная традиция в индонезийской и западной историографии // Юго-Восточная Азия (Идеология и религия). М., 2001. С. 231—256.
- Православная церковь в Индонезии (ее создание, развитие и межконфессиональное взаимодействие) // Юго-Восточная Азия в 2002 г. М., 2003. С. 229—235.
- Индонезийская православная церковь (ИПЦ): этнокультурная специфика и особенности церковного обряда (2005—2006) // Юго-Восточная Азия: актуальные проблемы развития. 2006. № 9. С. 370—385.
- Православие в Индонезии (2007—2008) // Юго-Восточная Азия: актуальные проблемы развития. 2008. № 11. С. 206—215. (соавт. Петровский Д. И.)